# Cerro El Balcón
El Pico El Balcón, (8°49′56″N 70°50′20″O / 8.8322, -70.8389) es una formación de montaña ubicado al sur del Collado del Cóndor en el Estado Mérida. A una altitud de 4.007 m s. n. m. el Pico El Balcón es una de las montaña más alta en Venezuela.